# Kalium-39
Kalium-39 of 39K is een stabiele isotoop van kalium, een alkalimetaal. Het is een van de twee stabiele isotopen van het element, naast kalium-41. Van de radio-isotoop kalium-40 komen op Aarde sporen voor. De abundantie van kalium-39 op Aarde bedraagt 93,2581%.
Kalium-39 ontstaat onder meer bij het radioactief verval van argon-39, calcium-39 en scandium-40.
32K · 32mK · 33K · 34K · 35K · 36K · 37K · 38K · 38m1K · 38m2K · 39K · 40K · 40mK · 41K · 42K · 43K · 44K · 45K · 46K · 47K · 48K · 49K · 50K · 51K · 52K · 53K · 54K · 55K · 56K